# Heteropoda nobilis
Heteropoda nobilis är en spindelart som först beskrevs av Ludwig Carl Christian Koch 1875.  Heteropoda nobilis ingår i släktet Heteropoda och familjen jättekrabbspindlar. Inga underarter finns listade i Catalogue of Life.